# Autonomistes démocrates progressistes
Les Autonomistes démocrates progressistes (en italien Autonomisti Democratici Popolari, ADP) étaient un parti politique italien d'orientation social-libérale, régionaliste et chrétienne de gauche, actif en Vallée d'Aoste entre 1984 et 1998.
Ses principaux dirigeants étaient César Dujany, Maurice Martin, Angelo Pollicini, Hilaire Lanivi, Giuseppe Maquignaz et Claude Lavoyer.

## Historique
Ce parti fut fondé en 1984 par la fusion des Démocrates populaires et de l'Union valdôtaine progressiste. Il fit son meilleur résultat électoral aux élections régionales de 1988, quand il obtint 11.0 % des voix et quatre conseillers régionaux.  Après la scission des Autonomistes indépendants menés par Ilario Lanivi en 1991, le parti se présenta aux élections régionales de 1993, en coalition avec le Parti républicain italien local, et obtint 6.5 % des voix et deux conseillers régionaux. En 1998, la majeure partie du groupe, menée par Lavoyer fusionna avec l'Alliance populaire autonomiste pour former la Fédération autonomiste. De 1983 à 1994 l'ADP fut représenté au Sénat italien par César Dujany, qui fut réélu jusqu'en 1996 sous l'étiquette Pour la Vallée d'Aoste.

## Sources
- (ca) Cet article est partiellement ou en totalité issu de l’article de Wikipédia en catalan intitulé « Autonomistes Demòcrates Progressistes » (voir la liste des auteurs).